# Верховское сельское поселение (Тверская область)
Верхо́вское се́льское поселе́ние — упразднённое муниципальное образование в составе Бельского района Тверской области, существовавшее в 2005 — 2022 годах.
Центр поселения — деревня Верховье.

## Географические данные
- Общая площадь: 212,1 км²
- Нахождение: восточная часть Бельского района
  - Граничит:
    - на северо-западе — с Пригородным СП
    - на северо-востоке — с Оленинским районом, Гусевское СП
    - на юго-востоке — со Смоленской областью, Сычевский район
    - на юго-западе — с Егорьевским СП

Основные реки — Обша, Белая.

## Население
| 2010 | 2011 | 2012 | 2013 | 2014 | 2015 | 2016 |
| ---- | ---- | ---- | ---- | ---- | ---- | ---- |
| 247  | ↘245 | ↘232 | ↘222 | ↘217 | ↘213 | ↘209 |
| 2017 | 2018 | 2019 | 2020 | 2021 |      |      |
| ↘198 | ↘196 | ↘188 | ↘184 | ↗194 |      |      |

На 01.01.2008 — 274 человека.

## Населенные пункты
На территории поселения находятся 15 населённых пунктов:
| №  | Населённый пункт | Тип     | Население |
| -- | ---------------- | ------- | --------- |
| 1  | Антипино         | деревня | 13        |
| 2  | Боярщина         | деревня | 1         |
| 3  | Верховье         | деревня | ↘178      |
| 4  | Глушаково        | деревня | 0         |
| 5  | Давыдково        | деревня | 9         |
| 6  | Дунаево          | деревня | 23        |
| 7  | Иванченки        | деревня | 0         |
| 8  | Кошкино          | деревня | 0         |
| 9  | Леоново          | деревня | 0         |
| 10 | Обухово          | деревня | 9         |
| 11 | Реханово         | деревня | 0         |
| 12 | Рыделово         | деревня | 0         |
| 13 | Сметанино        | деревня | 14        |
| 14 | Старское         | деревня | 0         |
| 15 | Терехово         | деревня | 0         |

## История
В 12-14 веках территория поселения входила в Смоленское великое княжество. С 1355 года находится в составе Великого княжества Литовского, после окончательного присоединении к Русскому государству в 1654 году, в Смоленском воеводстве.

С XVIII века территория поселения относилась:
- в 1708—1719 к Смоленской губернии
- в 1719—1726 к Смоленской провинции Рижской губернии
- в 1726—1776 к Смоленской губернии
- в 1776—1796 к Смоленскому наместничеству
- в 1796—1929 к Смоленской губернии, Бельский уезд
- в 1929—1937 к Западной области, Бельский район
- в 1937—1944 к Смоленской области, Бельский район
- в 1944—1957 к Великолукской области, Бельский район
- в 1957—1963 к Калининской области, Бельский район
- в 1963—1965 к Калининской области, Нелидовский район
- в 1965—1990 к Калининской области, Бельский район
- с 1990 к Тверской области, Бельский район.

Верховское сельское поселение образовано в 2005 году, включило в себя территории Верховского и части Егорьевского сельских округов.
Законом Тверской области от 7 апреля 2022 года № 8-ЗО муниципальное образование было упразднено с включением всех населённых пунктов в состав Бельского муниципального округа.

## Известные люди
В деревне Дунаево родился Герой Советского Союза Николай Тимофеевич Курдов.